# 강화 포도주

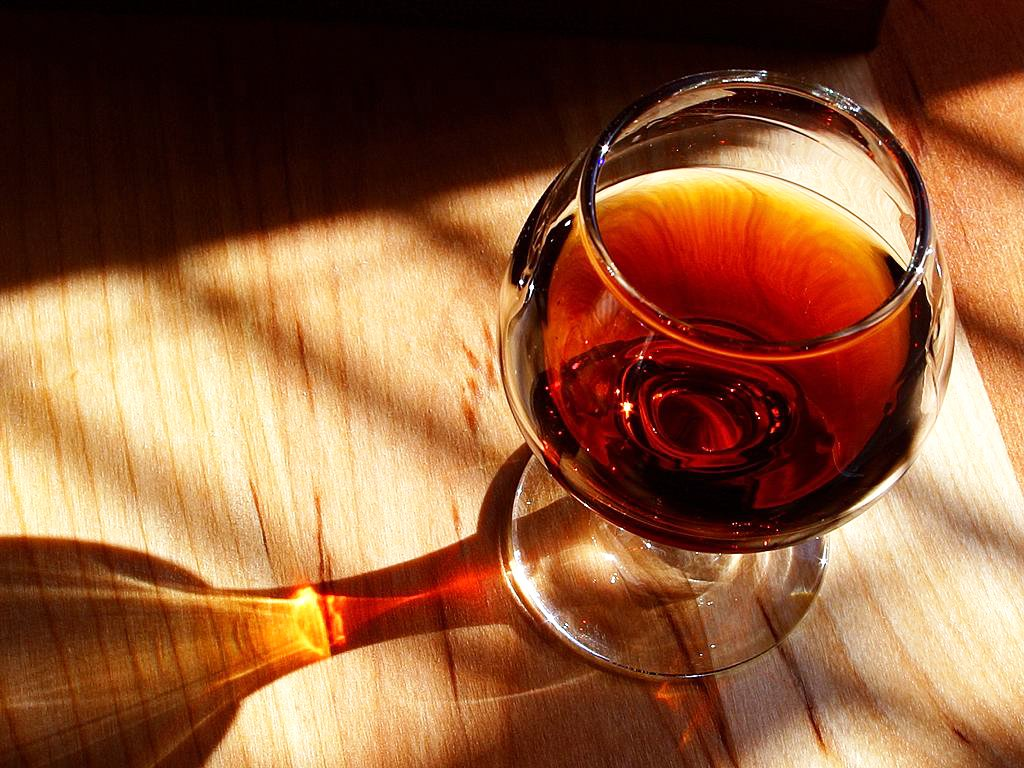
강화 포도주인 포트 한 잔

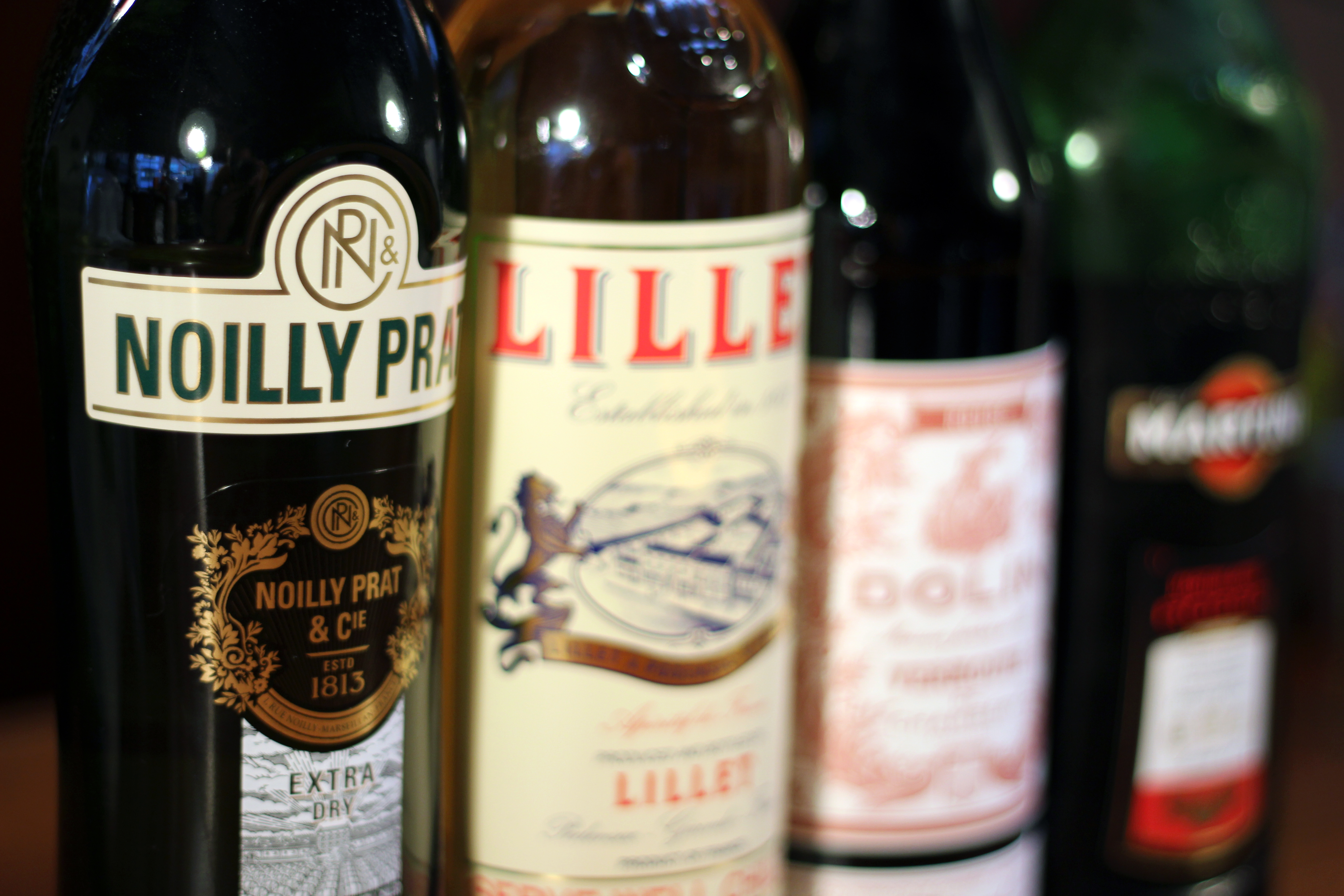
노일리 프랫 엑스트라 드라이, 릴레 블랑, 돌린 루즈, 마티니 & 로시 로소를 포함한 베르무트와 퀴닌 병 컬렉션

강화 포도주(fortified wine)는 알코올 도수나 당도를 높이기 위해 제조 과정에서 브랜디를 넣는 식으로 알코올을 첨가하거나 과즙을 첨가한 포도주를 말한다. 수세기 동안 와인 양조업자들은  포트, 셰리,  마데이라,  마르살라,  코만다리아 와인, 그리고 아로마타이즈드 와인 베르무트를 포함하여 다양한 스타일의 강화 포도주를 개발해 왔다.

## 제조

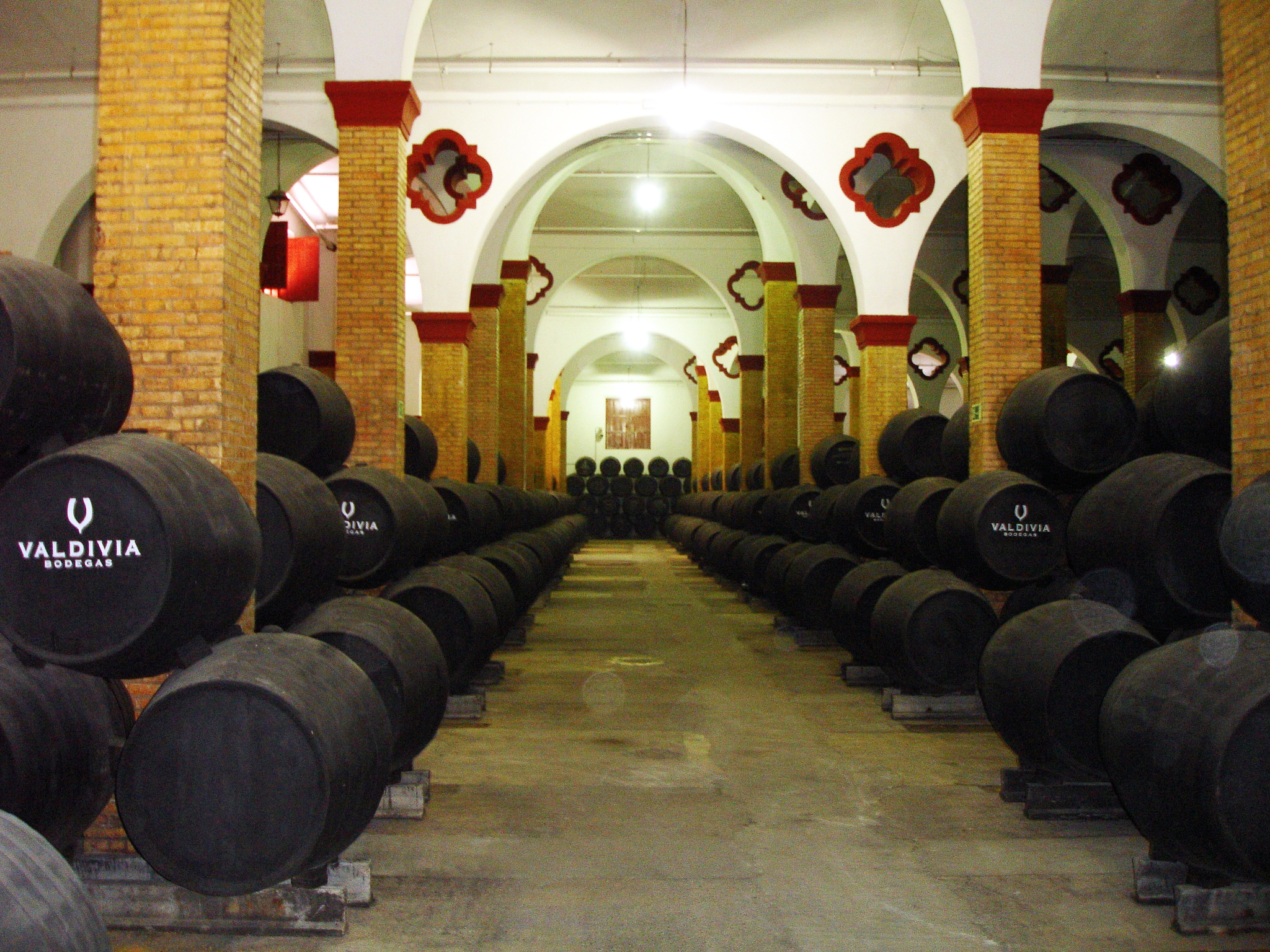
통 숙성 셰리

와인을 강화하는 한 가지 이유는 와인을 보존하기 위한 것이었다. 에탄올은 또한 천연 방부제이기 때문이다. 현재 다른 보존 방법이 있지만, 강화는 완제품에 독특한 풍미를 더할 수 있기 때문에 계속 사용되고 있다.
포도 브랜디는 보강 와인을 생산하는 데 가장 일반적으로 첨가되지만 추가 주정은 포도, 곡물, 사탕무 또는 사탕수수로 만든 정류 주정(neutral spirit)일 수도 있다. 지역 원산지 법률에 따라 보강에 허용되는 증류주 유형이 결정될 수 있다. 예를 들어, 미국에서는 와인과 같은 과일로 만든 증류주만 첨가할 수 있다.
추가 알코올의 출처와 증류 방법은 보강 와인의 풍미에 영향을 미칠 수 있다. 정류 주정를 사용하는 경우 일반적으로 단싣 증류이 아닌 연속 증류로 생산된다.
발효 과정이 완료되기 전에 와인에 알코올을 첨가하면 증류주에 포함된 알코올이 효모를 죽이고 잔류 당을 남긴다. 결과적으로 더 달면서도 더 강한 와인이 만들어지며 일반적으로 알코올 도수가 약 20%(ABV)이다.
발효 과정 동안, 머스트의 효모 세포는 머스트의 알코올 도수가 16~18%에 도달할 때까지 설탕을 알코올로 계속 전환한다. 이 수준에서 알코올은 효모에 독성이 생겨 신진대사가 중단된다. 발효가 완료될 때까지 진행되면 결과적으로 나오는 포도주는(대부분의 경우) 설탕이 적고 드라이 와인으로 간주된다. 발효 과정 초기에 알코올을 첨가하면 더 단 와인이 된다. 셰리와 같은 더 건조한 강화 포도주 스타일의 경우 발효가 끝나기 직전이나 직후에 알코올을 첨가한다.

일부 강화 포도주 스타일(예: 늦은 수확 포도주 및 귀부 포도주)의 경우, 당도가 자연적으로 높아 효모를 억제하거나 당도가 높아 알코올 함량이 상승하여 효모를 죽인다. 이로 인해 와인이 마르기 전에 발효가 중단된다.

## 유형

### 코만다리아 포도주
코만다리아(Commandaria)는 리마솔 북쪽의 키프로스의 독특한 AOC 지역에서 마브로(Mavro)와 시니스테리(Xynisteri)의 고지대 포도나무를 사용하여 햇볕에 말리고 오크통에서 숙성시켜 만든다. 최근 개발로 인해 다양한 스타일의 코만다리아가 생산되었는데, 그 중 일부는 강화되지 않았다.

### 마데이라 포도주

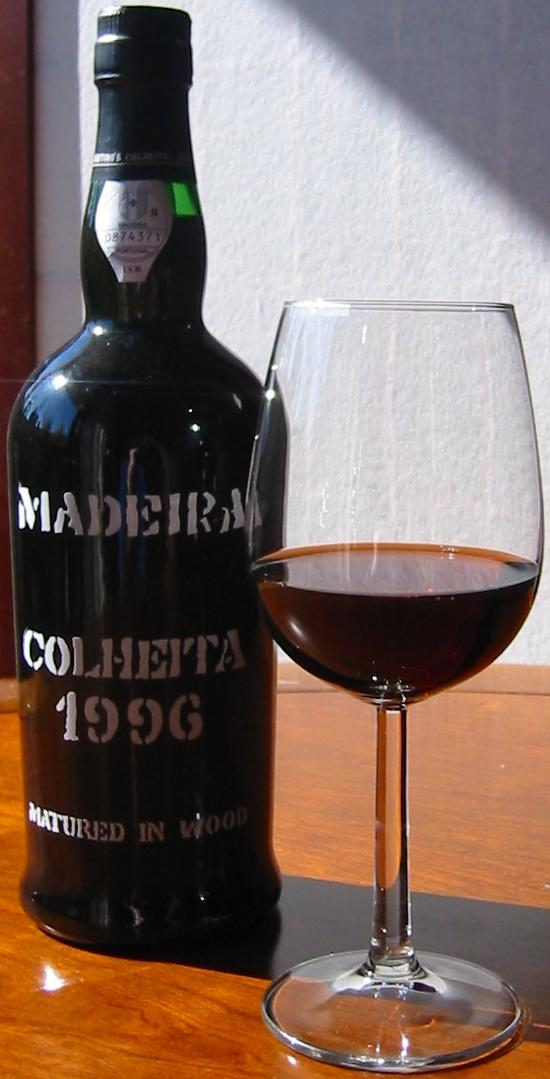
마데이라 포도주

마데이라(Madeira)는 마데이라섬에서 만든 강화 포도주이다. 이 포도주는 식전주로 그 자체로 마실 수 있는 드라이 와인부터 디저트와 함께 마시는 스위트 와인까지 다양한 스타일로 생산된다. 마데이라는 숙성 과정의 일부로 의도적으로 가열하고 산화시켜 독특한 풍미를 내고 병을 열면 비정상적으로 긴 수명을 갖는다.

### 마르살라 포도주
마르살라 포도주는 강화 포도주와 비강화 포도주 두 가지로 판매되는 시칠리아 와인이다. 1772년 영국 상인 존 우드하우스(John Woodhouse)가 셰리와 포트의 저렴한 대체품을 위해 처음 생산했으며, 이름은 섬의 항구인 마르살라(Marsala)에서 따왔다. 강화된 버전은 브랜디와 블렌딩하여 두 가지 스타일을 만든다. 어리고 약간 연한 Fine은 최소 17% ABV이고 최소 4개월 숙성된다. Superiore는 최소 18%이고 최소 2년 숙성된다. 강화되지 않은 마르살라 와인은 나무 통에서 5년 이상 숙성되고 증발로 18%의 농도에 도달한다.

### 미스텔
미스텔(영어: Mistelle, 이탈리아어: mistella, 프랑스어: mistelle, 스페인어·포르투갈어·갈리시아어·카탈루냐어: mistela, 라틴어 mixtella/mixtvm "혼합"에서 유래)은 때때로 강화 포도주, 특히 베르무트, 마르살라 및 셰리의 재료로 사용되지만 주로 프랑스 피노 데 샤랑트와 같은 아페리티프의 기본으로 사용된다. 발효되지 않았거나 부분적으로 발효된 포도 주스(또는 폼모(pommeau)를 만드는 사과 주스)에 알코올을 첨가하여 생산한다. 알코올을 첨가하면 발효가 멈추고 그 결과 미스텔은 당이 알코올로 변하는 완전히 발효된 포도 주스보다 더 달다.

### 모스카텔 드 세투발
모스카텔 드 세투발(Moscatel de Setúbal)은 세투발 반도의 세투발 지방에서 생산되는 포르투갈 와인이다. 이 와인은 주로 알렉산드리아 머스캣 포도로 만들어지며 일반적으로 아가르덴테로 강화된다. 이 스타일은 1834년으로 거슬러 올라가는 포르투갈에서 가장 오래된 테이블 와인 회사의 창립자인 호세 마리아 다 폰세카가 발명한 것으로 여겨진다.

### 포트 와인

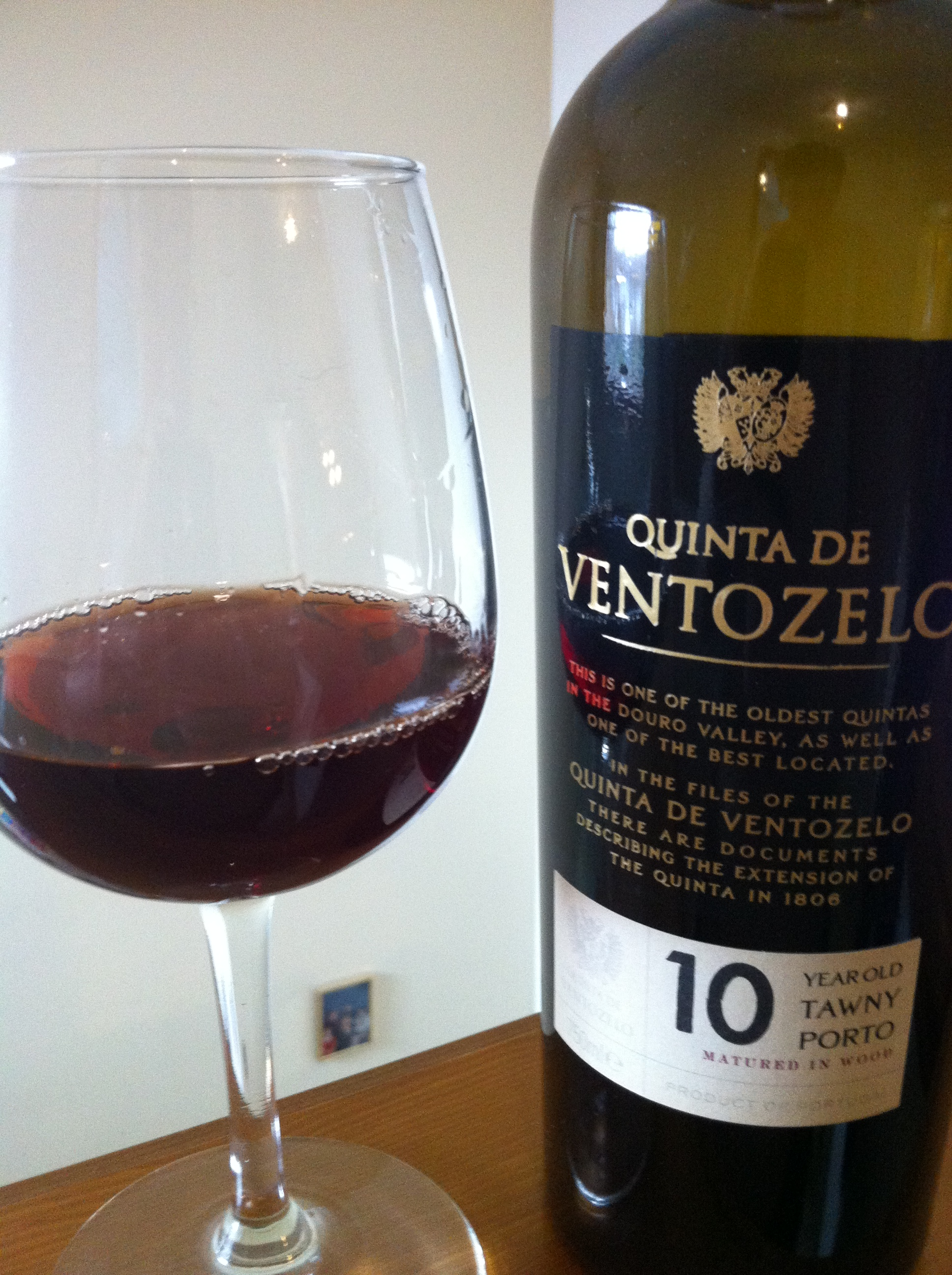
10년산 타우니 포트

포트 와인(Port Wine)은 포르투갈 북부 지방의 도루 마을에서 생산되는 강화 포도주이다. 일반적으로 단 레드 와인이지만 드라이, 세미드라이, 화이트 또는 로제 스타일도 있다.

### 셰리

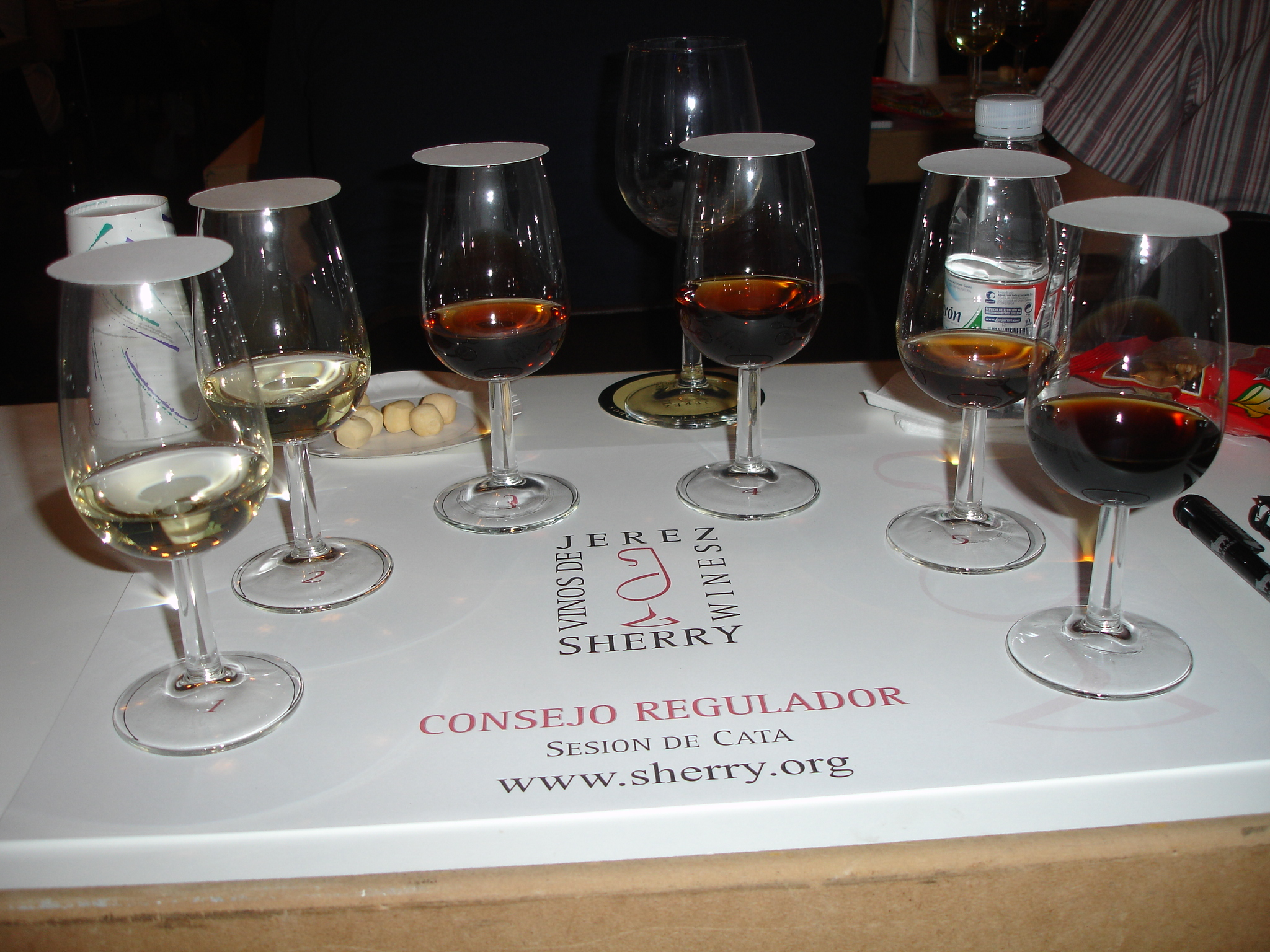
셰리 시음

셰리(Sherry)는 스페인 헤레스 마을 근처에서 재배되는 백포도로 만든 강화 포도주이다. "셰리"라는 단어 자체는 헤레스(Jerez)의 영어화(anglicisation)이다. 예전에는 셰리가 셰크(sack, 스페인어 saca에서 유래, "솔레라에서 제거"를 의미)으로 불렸다. 유럽 연합에서 "셰리"는 원산지 보호 명칭이므로 "셰리"라는 라벨이 붙은 모든 와인은 합법적으로 셰리 삼각 지대에서 생산되어야 한다. 셰리 삼각 지대란 헤레스 데 라 프론테라, 산루카르 데 바라메다, 엘 푸에르토 데 산타 마리아 사이의 카디스 지역이다.
발효가 완료된 후, 셰리는 브랜디로 강화된다. 강화는 발효 후에 이루어지기 때문에 대부분의 셰리는 처음에는 건조하고 단맛은 나중에 추가된다. 반면 포트 와인(예를 들어)은 발효 중간에 강화되어 과정이 중단되어 모든 설탕이 알코올로 변하지 않는다.

셰리는 피노(fino)라고 불리는 건조하고 가벼운 버전부터 올로로소라고 불리는 훨씬 어둡고 때로는 단 버전까지 다양한 스타일로 생산된다.

### 베르무트

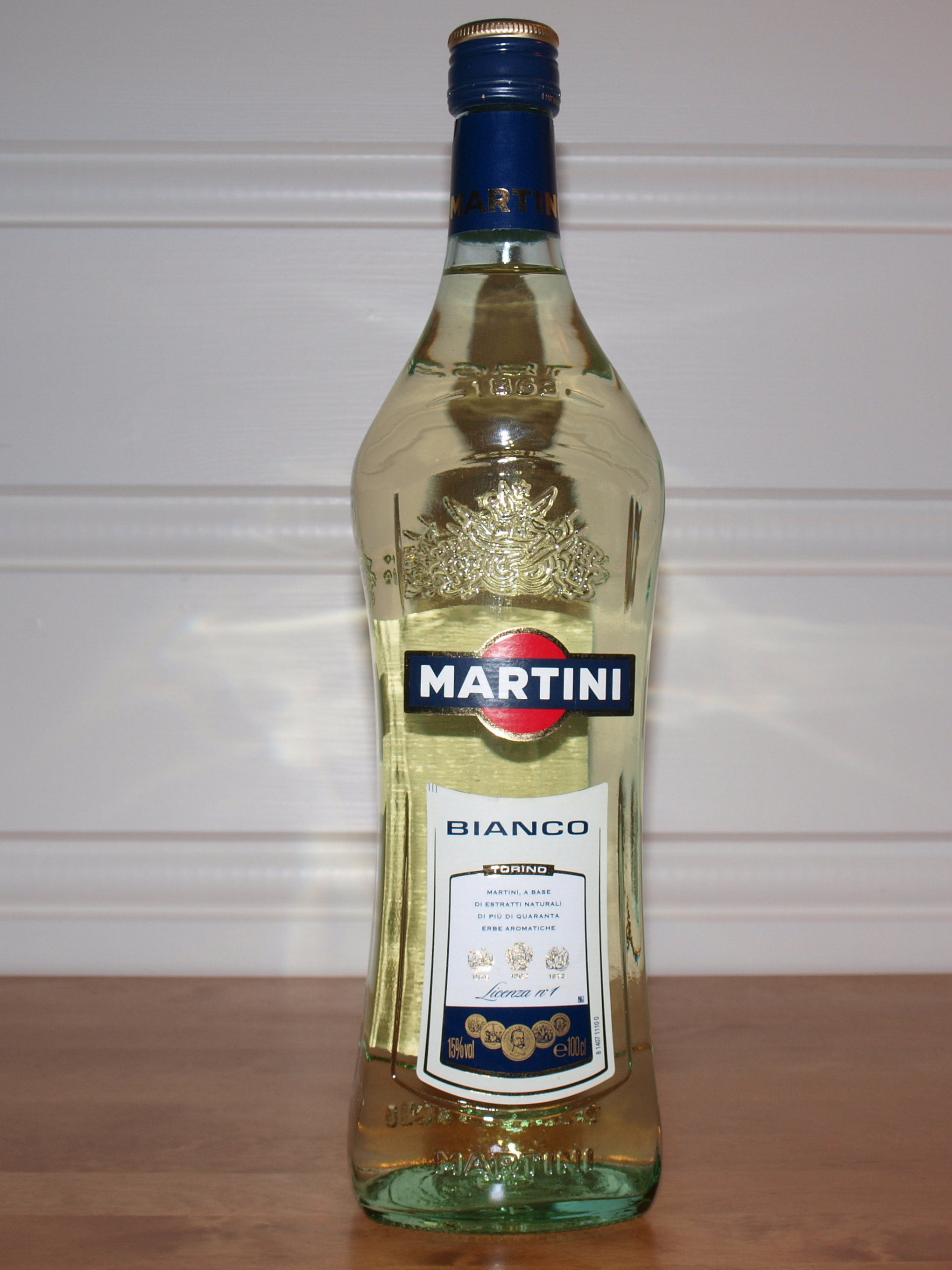
마티니 비앙코, 이탈리아 베르무트

베르무트(Vermouth)는 향기로운 허브와 향신료로 풍미를 낸(무역에서 "향신료화(aromatised)") 강화 포도주로 엄격히 보호된 레시피(무역 비밀)를 사용한다. 사용되는 허브와 향신료에는 카다멈, 시나몬, 마조람, 카모마일이 포함될 수 있다. 일부 베르무트는 단맛이 난다. 단맛이 없거나 드라이한 베르무트는 쓴맛이 나는 경향이 있다. 두 번째 베르무트 레시피를 개발한 사람으로 알려진 이탈리아 토리노 출신의 안토니오 베네데토 카르파노는 1786년에 자신의 혼합물에 "베르무트"라는 이름을 붙였다. 쑥으로 풍미를 낸 독일 와인에서 영감을 받았기 때문이다. 쑥은 압생트를 증류하는 데 가장 유명하게 사용되는 허브이다. 쑥으로 풍미를 낸 와인은 고대 로마로 거슬러 올라간다. 현대 독일어 단어 베르무트(Wermut, 카르파노 시대의 철자법에서는 Wermuth)는 쑥과 베르무트를 모두 의미한다. 이 허브는 원래 값싼 와인의 원초적인 맛을 가리고 약간 약효가 있는 "토닉(tonic)" 맛을 내는 데 사용되었다.

### 뱅 두 나튀렐

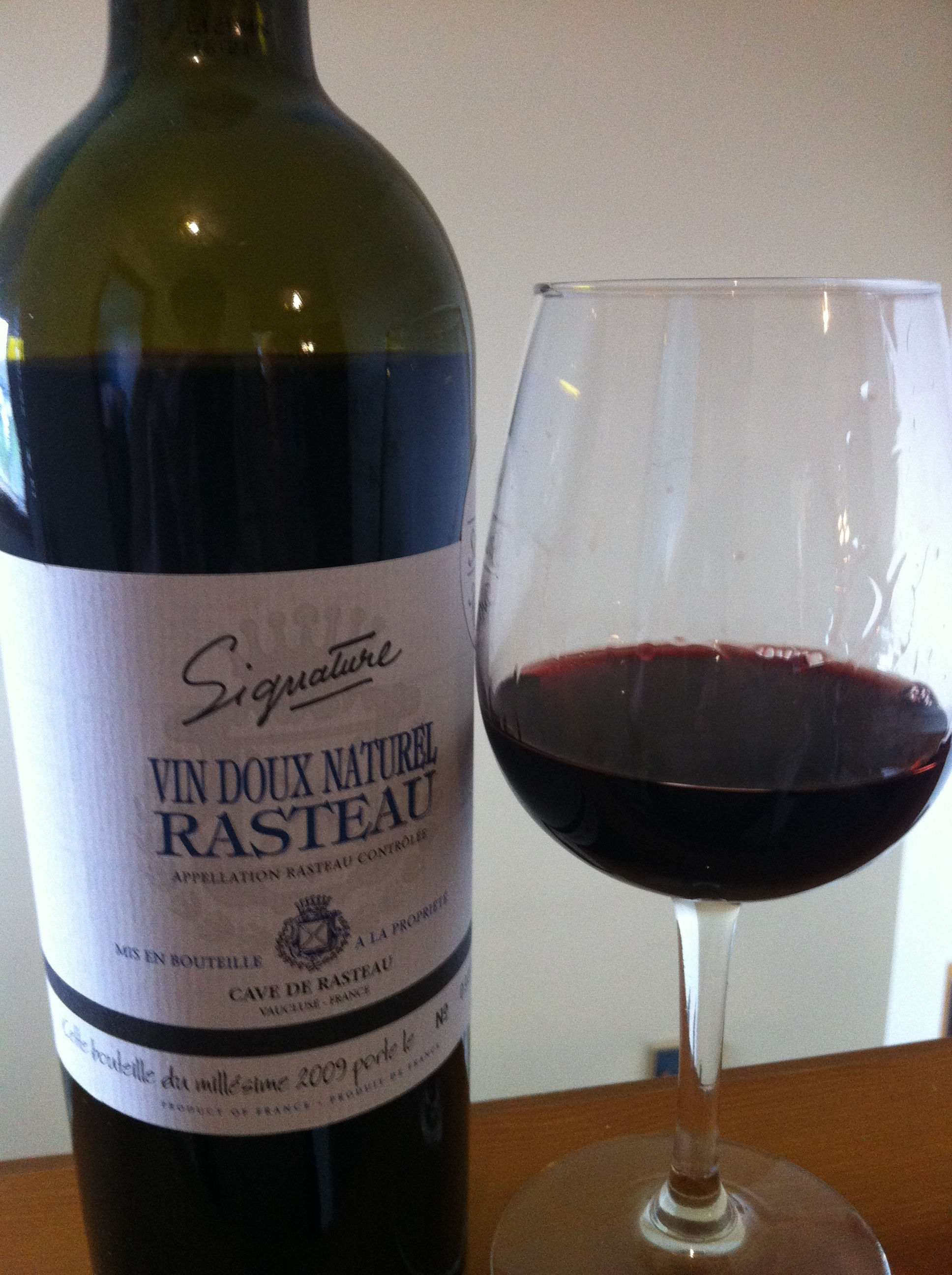
라스토(Rasteau)의 그르나슈 기반 VDN

뱅 두 나튀렐(Vins doux naturel, VDN)는 일반적으로 프랑스 남부의 흰 머스캣 포도 또는 붉은 그르나쉬 포도로 만든 가볍게 강화된 와인이다. 이름에서 알 수 있듯이 뮈스카 드 봄 드 브니즈(Muscat de Beaumes-de-Venise), 뮈스카 드 리브잘트(Muscat de Rivesaltes), 뮈스카 드 프론티냥(Muscat de Frontignan)은 모두 흰 머스캣 포도로 만들어지고 바뉼(Banyuls)와 모리(Maury)는 붉은 그르나쉬로 만들어진다. 리브잘트 AOC와 같은 다른 와인은 적포도나 백포도로 만들 수 있다. 포도에 관계없이 190프루프(95% ABV) 포도 스피릿을 최대 10% 첨가하면 발효가 중단된다. 리브잘트 AOC 와인처럼 다른 와인은 적포도나 청포도로 만들 수 있다. 포도 품종에 관계없이, 190 알코올 도수 (95% ABV) 포도 증류주를 최대 10%까지 첨가하면 발효가 중단된다. 그르나슈 뱅 두 나튀렐은 산화 또는 비산화 스타일로 만들 수 있는 반면, 뮈스카 와인은 신선도를 유지하기 위해 산화로부터 보호된다.

### 뱅 드 리큐어
뱅 드 리큐어(Vin de liqueur)는 발효되지 않은 포도즙에 브랜디를 첨가하여 강화한 프랑스 와인이다. 뱅 드 리큐어라는 용어는 유럽 연합에서도 모든 강화 포도주를 지칭하는 데 사용된다. 뱅 드 리큐어는 첨가된 브랜디에서 더 큰 풍미를 얻지만 뱅 두보다 더 달다.
예를 들어, 같은 포도원에서 나온 아르마냑 1/3, 포도 주스 2/3을 사용해서 만든 플록 드 가스코뉴, 코냑 지역의 피노 데 샤랑트, 쥐라 지역의 마크뱅이 있다. 또한 사과 주스와 사과 브랜디를 섞어 만든 폼모도 있다.

### 저가형 강화 포도주
썬더버드와 와일드 아이리시 로즈와 같은 저렴한 강화 포도주 대공황 때 비교적 높은 알코올 도수로 인해 인기를 얻었다. 이 기간 동안 당시의 가난한 알코올 중독자를 설명하기 위해 '위노(wino)'라는 용어가 만들어졌다.
이러한 와인은 여전히 노숙자와 연관이 있는데, 그 이유는 주로 마케터들이 이러한 음료의 이상적인 소비자로 저소득층 커뮤니티를 적극적으로 타겟팅했기 때문이다. 로스앤젤레스, 샌프란시스코, 시애틀, 포틀랜드와 같은 도시에 있는 조직들은 E & J 갈로 와이너리를 포함하여 저렴한 보강 와인 제조업체에 빈곤 지역의 주류 매장에 이러한 제품을 공급하는 것을 중단하라고 촉구했다. 2005년 시애틀 시의회는 워싱턴주 주류 통제 위원회의 "주류 영향 지역"에서 특정 주류의 판매를 금지해 달라고 요청했다. 금지하려는 제품에는 20여 종 이상의 머스트와 시스코(Cisco), 지노 프리미엄 블렌드(Gino's Premium Blend), MD 20/20, 나이트 트레인(Night Train), 선더버드(Thunderbird), 와일드 아이리시 로즈(Wild Irish Rose) 등 6종의 강화 포도주가 포함되었다. 주류통제위원회는 2006년 8월 30일에 이러한 제한을 승인했다.

## 유사 유형

### 과하주
과하주는 한국에서 만든 강화 미주이다.
막걸리는 포도가 아닌 쌀로 만들지만, 알코올 도수는 포도주와 비슷하며, 막걸리에 증류주인 소주와 인삼, 대추, 생강 등의 재료를 첨가하면 앞서 언급한 강화 포도주와 유사한 맛이 난다.

## 용어
미국에서는 강화 포도주를 종종 디저트 와인이라고 부르는데, 이는 술을 많이 마시는 것과 연관되는 것을 피하기 위해서이다. 뱅 드 리큐어(vins de liqueur)"라는 용어는 프랑스에서 사용된다.
유럽 연합 법률에 따르면 리큐어 와인은 15~22% ABV를 함유하고 총 알코올 도수가 17.5% 이상이며 많은 추가 기준을 충족하는 강화 포도주이다. 특정 품질의 리큐어 와인은 예외가 허용된다.

## 참고 문헌
- Commandaria wine and its evolution.
- Dessert Wines (fortified wine production).
- Fortification calculator
- Fortified Wines